# Aeroportul Oecusse
Aeroportul Oecusse (IATA: OEC, ICAO: WPOC) este un aeroport din Timorul de Est.
Situat la o altitudine de 0 m, aeroportul dispune de o singură pistă.